# Velika džamija i bolnica u Divriğiju
Velika džamija i bolnica u Divriğiju (turski: Divriği Ulu Cami ve Darüşşifa) je kompleks koji je izvana bogato ukrašen reljefnim ornamentima 1229. godine. Nalazi se u gradu Divriğiju u pokrajini Sivas, središnja Turska. Velika džamija i bolnica u Divriğiju su zbog izvanredne arhitekture i jedinstvenih reljefnih ukrasa, 1985. godine upisani na UNESCO-ov popis mjesta svjetske baštine u Aziji i Oceaniji.

## Povijest
Nakon bitke kod Mancikerta 1071. godine, ovo područje je osvojio Gazi-Mengücek, general seldžučke vojske koji je postao njegovim prvim begom. Od 1228. do 1229. godine, za vrijeme uprave bega Mengücek Emir Ahmeda-šaha, izgrađena je Velika džamija (Divriği Ulu Camii) koja stoji netaknuta i dan danas. Džamija je spojena s bolnicom za umobolnike (marestan) Darüşşifa ("Kuća zaliječenja") koju je dala izgraditi njegova supruga Malikaturan Malik, kćerka sultana Fahredina Behrama-šaha, vladara pokrajine Erzincan. Ovaj kompleks se smatra najvažnijom seldžučkom građevinom u Anatoliji.

## Odlike
Džamija i bolnica su djelo arhitekta Hürremšaha iz Ahlata. Džamija ima jedinstvenu prostoriju s pet brodova za molitvu koja je nadsvođena sofisticiranom svodnom konstrukcijom rebara koji podupiru pandantive na kojima su dvije kupole različite veličine. Prostor je oganiziran prema istočnom ajvanu (trostrana nadsvođena dvorana koja je otvorena s jedne strane) i bočno prema druga dva ajvana okružena dvjema sobama. Na taj način je građevina bila izolirana ali u isto vrijeme i otvorena prema lokalnoj zajednici.
Najljepši ukras ovog kompleksa su geometrijski i cvjetni ukrasi na glavnom portalu, ali na druga dva portala, koji su u kontrastu s interijerom bez ukrasa. Natpisi između kuranskih ajeta navode ime anatolijskog seljdžučkog sultana Alaeddina Kejkubada I. Umjetnici su, kao i u slučaju kupola, vjerojatno bili inspirirani armenskim i gruzijskim motivima koje su oblikovali velikom maštovitošću.
- Plan Velike džamije i bolnice
- Sjeverni portal džamije
- Portal bolnice
- Detalj ukrasa portala
- Detalj dvoglave ptice s portala